# Krzysztof Pajewski (wojskowy)
Krzysztof Henryk Pajewski (ur. 25 października 1942 w Sosnówce, zm. 31 lipca 2002 w Poznaniu) – generał brygady Wojska Polskiego, doktor habilitowany nauk ekonomicznych.

## Służba w wojsku
W latach 1960–1963 był podchorążym Oficerskiej Szkoły Samochodowej w Pile. Po promocji i mianowaniu na podporucznika przydzielony został do 6 Szkolnego Pułku Samochodowego w Ostródzie.
Absolwent Akademii Obrony Narodowej, kwatermistrz – zastępca dowódcy 6 Pomorskiej Dywizji Powietrznodesantowej, kwatermistrz Wojsk Lotniczych w Poznaniu, komendant-rektor Wyższej Szkoły Oficerskiej Służb Kwatermistrzowskich im. Mariana Buczka w Poznaniu i Szef Zarządu Ekonomiczno-Finansowego Sztabu Generalnego WP.
W sierpniu 1996 wyznaczony został na stanowisko komendanta-rektora Wyższej Szkoły Oficerskiej im. Stefana Czarnieckiego w Poznaniu.
Generał Krzysztof Pajewski był przewodniczącym Zarządu Oddziału Wielkopolskiego Polskiego Towarzystwa Logistycznego.
17 maja 2002 generał Pajewski przekazał obowiązki komendanta WSO im. S. Czarnieckiego płk. dr. Stefanowi Filaremu.
Zmarł nagle 31 lipca 2002. Pochowany 7 sierpnia 2002 w Alei Zasłużonych Cmentarza na Junikowie w Poznaniu (AZ-2-L-9A).
Żonaty z Janiną Pajewską (1946-2015).

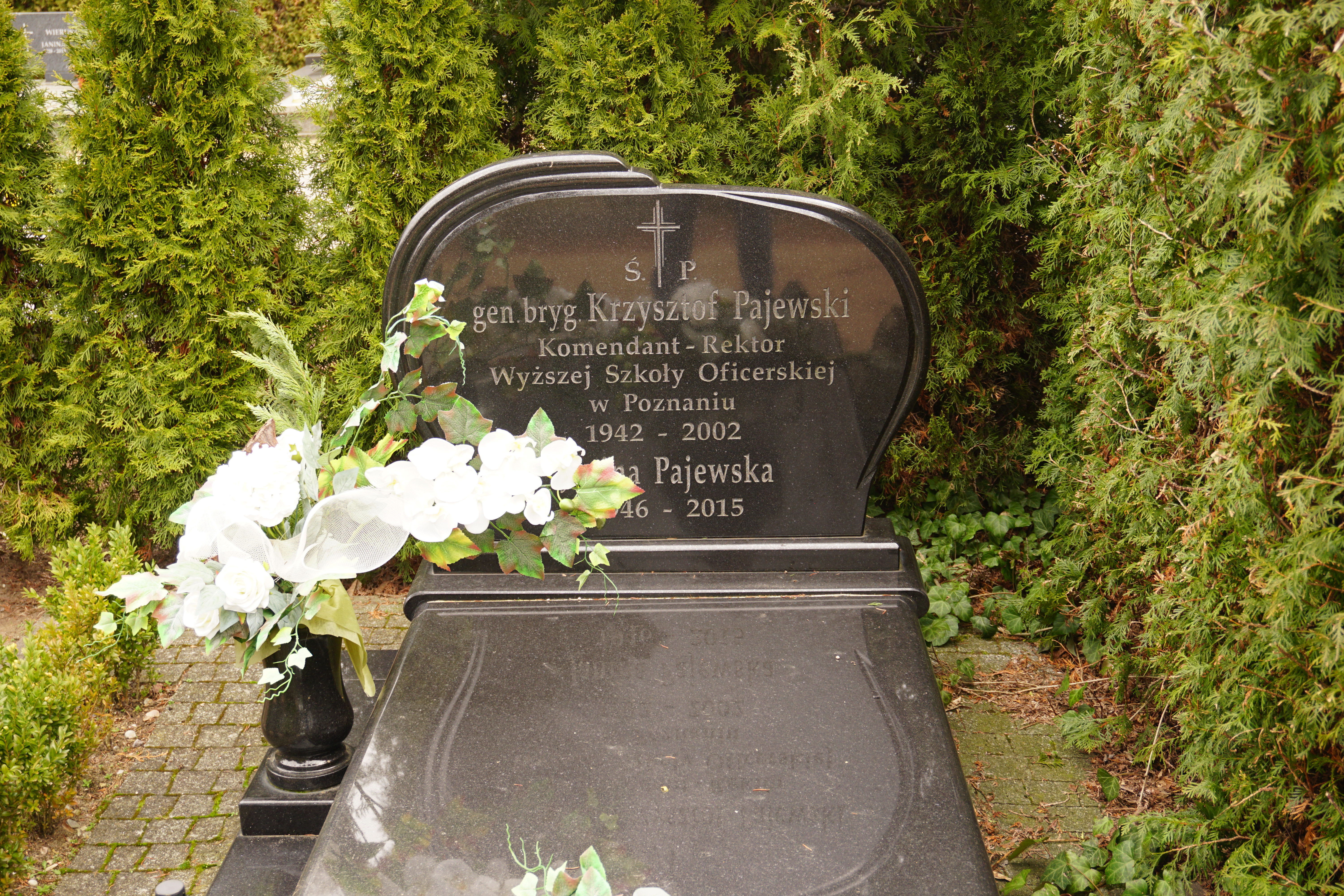
Grób generała Krzysztofa Pajewskiego na Cmentarzu Junikowskim

## Ordery i odznaczenia
- Krzyż Komandorski Orderu Odrodzenia Polski (2001)[3]
- Krzyż Oficerski Orderu Odrodzenia Polski (1988)[4]
- Krzyż Kawalerski Orderu Odrodzenia Polski (1981)[4]
- Złoty Krzyż Zasługi (1976)[4]
- Medal Komisji Edukacji Narodowej
- Złoty Medal Światowej Akademii Medycyny im. Alberta Schweitzera
- Odznaka Zasłużony dla Finansów RP”
- Złoty Medal „Siły Zbrojne w Służbie Ojczyzny”
- Srebrny Medal Siły Zbrojne w Służbie Ojczyzny
- Złoty Medal Za zasługi dla obronności kraju
- Srebrny Medal Za zasługi dla obronności kraju